# Józef Ignacy Grabowski
Józef Ignacy Grabowski Goetzendorf (ur. 23 lutego 1791 we wsi Wełna, zm. 6 maja 1881 w Rachowie) – polski oficer napoleoński, adiutant Napoleona Bonapartego, polityk konserwatywny, działacz publiczny w Wielkim Księstwie Poznańskim, pamiętnikarz i autor pism ekonomiczno-politycznych. Kawaler Legii Honorowej (7 stycznia 1814) oraz Orderu Orła Czerwonego (1829).

## Dzieciństwo i młodość
Grabowski urodził się 23 lutego 1791 we wsi Wełna koło Rogoźna. Jego rodzicami byli Adam Mateusz Grabowski herbu Zbiswicz (starosta lipieński, generał major wojsk koronnych, zm. 31 grudnia 1792) oraz Ludwika z Turnów (secundo voto: Zienkiewiczowa). Ojciec zmarł, gdy Józef miał niespełna dwa lata. Poznał dwa języki: niemiecki oraz francuski, czemu później zawdzięczał swoją karierę w sztabie cesarskim. Uczęszczał do szkół publicznych w: Warszawie (1799 - 1802), Wrocławiu oraz Poznaniu. Studiował na uniwersytecie w Dreźnie (od 1806). Jesienią roku 1810 odbył kilkutygodniową podróż do Włoch, Szwajcarii i południowych Niemiec. Przez kilka miesięcy (XI 1810 – VII 1811) piastował funkcję sekretarza Intendentury Dóbr i Lasów Narodowych w Poznaniu. Pół roku później (20 lutego 1812) mianowano go radcą powiatu obornickiego.

## Służba w armii
Józef Grabowski swoją służbę rozpoczął w listopadzie 1812 r., pod koniec kampanii rosyjskiej Napoleona. Był on wtedy adiutantem generała Michała Sokolnickiego. Wtedy został porucznikiem. W maju 1813 roku dostał się do sztabu Napoleona, a po bitwie pod Lützen (2 maja 1813) awansował na kapitana. W bitwie pod Budziszynem odznaczył się dostarczeniem, pod mocnym ostrzałem, wiadomości od Napoleona do ks. Józefa Poniatowskiego. W bitwie pod Dreznem, pomimo dużego ostrzału i niebezpieczeństwa, doniósł rozkaz Napoleona do marszałka Murata o uderzeniu wszystkimi siłami kawalerii na wroga, co zakończyło się wielkim zwycięstwem. Uczestniczył w bitwie pod Lipskiem. Po przejściu Renu przez Napoleona został kawalerem Legii Honorowej oraz awansował na szefa szwadronu. Po abdykacji Bonapartego opuścił służbę wojskową w stopniu majora.

## Działalność polityczna i gospodarcza
Po powrocie do kraju zajął się działalnością publiczną w Wielkim Księstwie Poznańskim. W 1822 został wybrany na radcę Ziemstwa Kredytowego w Pile. W 1826 obrany został radcą generalnej Dyrekcji Ziemstwa Kredytowego, a dwa lata później dyrektorem prowincjonalnym. W latach 1829–1830 powierzono mu zastępstwo deputowanego na sejm prowincjonalny księcia Thurn und Taxis i odznaczono Orderem Orła Czerwonego. Nie uczestniczył czynnie w powstaniu listopadowym, ale obrał rolę opiekuna rodzin uczestników powstania tzw. wojskiego oraz kierował komitetem zbierającym składki na uzbrojenie ochotników do powstania. Po powstaniu udzielał pomocy emigrantom przechodzącym przez Poznańskie. Znał Adama Mickiewicza (m.in. gościł go w Łukowie), korespondował z Adamem Czartoryskim, zbierał fundusze na Hotel Lambert oraz przekazywał księciu informację o sytuacji w Księstwie Poznańskim.
W 1833 roku władze pruskie zarządziły rewizję w jego domu oraz tymczasowy areszt domowy. W 1834 r. wykazał swoją lojalność. W tym samym roku został wybrany na sejm prowincjonalny, co powtórzył też w 1837 roku. W 1839 r. obrano go dyrektorem generalnym Ziemstwa Kredytowego. Swoje stanowiska Grabowski wykorzystywał, by przedstawiać petycje do króla pruskiego dotyczące m.in. usuwania z urzędów Polaków oraz praw języka polskiego. Razem z kilkoma politykami chciał pozyskać sobie sympatię oraz przychylność nowego króla Fryderyka Wilhelma IV demonstracjami konserwatywnego lojalizmu. Pod naciskami patriotycznie nastawionej opinii publicznej zrezygnował z generalnej dyrekcji Ziemstwa Kredytowego (1844). W 1845 roku wybrany został na marszałka sejmu prowincjonalnego. Wyczuwając nadejście Wiosny Ludów, wycofał się z życia publicznego i wyjechał do Włoch. Tam spędził lata 1848-1849, następnie wrócił do kraju. Został wybrany do Izby Wyższej (później Izba Panów) w 1852 roku, ale nie odegrał ważnej roli politycznej. Po minięciu kadencji, sprzedał swe dobra w Poznańskim i przeniósł się do Rachowa w Lubelskiem w Królestwie Kongresowym. Zmarł w Rachowie w 1881 roku.

## Rodzina
Był wnukiem Jana Michała Grabowskiego. Z małżeństwa z Klementyną Wyganowską (1797–1883), współzałożycielką i współredaktorką poznańskiego „Dziennika Domowego” (1840–1848), miał czworo dzieci: 
- Adama (1827–1899) – działacza stronnictwa białych, znanego jako zabójca Stefana Bobrowskiego;
- Władysława Marię Józefa (1829–1858);
- Joannę;
- Anielę.

## Twórczość
W Rachowie zaczął spisywać swoje wspomnienia (Pamiętniki wojskowe... 1812–1814) oraz wydał, anonimowo, rozmyślania na tematy społeczne Uwagi nad powodami upadku majątków w Wielkim Księstwie Poznańskim (Poznań, 1852).

### Ważniejsze utwory i pisma
1. Journal de mon voyage en Italie, en Suisse et en Allemagne, powst. jesienią roku 1810, rękopis: Ossolineum sygn. 4199/I
2. Pamiętniki moje wojskowe z lat 1812, 1813 i 1814, 1815. Pisane później, z rękopisu Ossolineum sygn. 4197/III wyd. (z opuszczeniami i skrótami) i oprac. W. Gąsiorowski: Pamiętniki wojskowe... oficera sztabu cesarza Napoleona I. 1812-1813-1814, Warszawa 1905; fragm. (inne redakcje?) w rękopisach Ossolineum sygn. 4195/I (Niektóre pamiętniki z lat 1812–1814), sygn. 4194/I (Campagne de 1813 et 1814); zobacz także poz. 8; przekł.: francuski (1907), niemiecki (1910)
3. O wypadkach roku 1831, rękopis: Ossolineum sygn. 4200/II
4. Le Grand-Duché de Posen 1794-1846, rękopis: Ossolineum sygn. 4196/II
5. Uwagi nad powodami upadku majątków w Wielkim Księstwie Poznańskim, Poznań 1852, wyd. bezimienne
6. O regulacji stosunków włościańskich w Prusiech, rękopis: Ossolineum sygn. 4201/II
7. Gedanken über die vollständige Emanzipation der Juden, dat. 1858/1859, rękopis: Ossolineum sygn. 4781/II
8. Pamiętniki, pisane od roku 1863, dotyczą lat 1791-1814, rękopis: Ossolineum sygn. 4198/II
9. Rozprawy o socjalizmie, demokracji, wolności druku, dziennikarstwie, teatrach i Szwajcarii, rękopis: Ossolineum sygn. 4780/III
10. Drobniejsze rozprawy, rękopis: Ossolineum sygn. 4782/II
11. Płody mojej imaginacji w wolnych chwilach, rękopis: Ossolineum sygn. 4214/II.

Różne inne pisma Grabowskiego zachowano także w licznych pozostawionych przez niego silvach rerum (rękopisy: Ossolineum sygn. 4766/I-4779/I).

### Listy i materiały
1. Do A. Mickiewicza 6 listów z lat: 1837-1838, 1840, 1848, 1855; rękopisy: Muzeum Adama Mickiewicza w Paryżu; inform. i ogłosił w całości lub fragm. J. Odrowąż-Pieniążek: Listy do A. Mickiewicza w Muzeum A. Mickiewicza w Paryżu, Wrocław 1968 „Archiwum Literatury” nr 12
2. Do A.J. Czartoryskiego, rękopis: Biblioteka Czartoryskich sygn. 5456; kopia listu z roku 1847 w rękopisie Ossolineum sygn. 12158/III (Papiery dot. Towarzystwa Historyczno-Literackiego w Paryżu)
3. Do Konstantego i Katarzyny Lubomirskich 8 listów z lat 1862-1869, rękopis: Ossolineum sygn. 6002/II
4. Do A. Fredry (brak daty), rękopis: Ossolineum sygn. 7144/III
5. Zbiór listów od różnych osób z lat 1814-1878, m.in. od: L. Chodźki, A.J. Czartoryskiego, A. Fredry, F. Morawskiego, J. U. Niemcewicza, W. Pola, K. Sienkiewcza, R. Sołtyka; rękopisy: Ossolineum sygn. 4186/III-4188/III; Listy od: Jana Bielińskiego z roku 1828, Tytusa Działyńskiego z roku 1840 i hr. Arnima v. Beitzenburg z roku 1841 – ogł. A. M. Skałkowski, „Roczniki Historyczne” rocznik 24 (1954), s. 57 i następne
6. Od A. Mickiewicza 10 listów z lat 1832-1855, ogł. w: Korespondencja Adama Mickiewicza, Paryż 1870 i wyd. następne; rękopisy: Ossolineum sygn. 3370/II
7. Od A. Małeckiego 5 listów z lat 1842-1843, rękopis: Ossolineum sygn. 6296/II
8. Dokumenty familijne, rękopis: Ossolineum sygn. 4219/III.

## Opracowania nt. Grabowskiego
1. (Nekrologi): „Posener Tageblatt” 1881 nr 220; „Posener Zeitung” 1881 nr 337; E. A. Odyniec, „Kłosy” 1882 nr 894
2. L. Żychliński: Historia sejmów Wielkiego Księstwa Poznańskiego do r. 1847 t. 1-2, Poznań 1867
3. M. Motty: Przechadzki do mieście t. 4, Poznań 1891, wyd. 2: t. 2 (Warszawa) 1957 „Biblioteka Pamiętnikarzy Polskich i Obcych”
4. T. Skałkowski: Towarzystwo Kredytowe Ziemskie w ziemiach polskich, Lwów 1892
5. W. Gąsiorowski: (Wstęp do) Pamiętniki wojskowe, Warszawa 1905
6. W. Kętrzyński: Przyczynki do historii ostatniego sejmu poznańskiego r. 1845, „Sprawozdanie Zakładu Narodowego im. Ossolińskich za r. 1907” i odb. (Lwów 1908)
7. S. Karwowski: Historia Wielkiego Księstwa Poznańskiego t. 1, Poznań 1918, s. 151, 235
8. M. Laubert: Die Anfänge des landwirtschaftlichen Vereinswesens in der Provinz Posen, Historische Monatsblätter f. Posen” rocznik XXIII (1923), nr 1
9. E. Maliszewski: Bibliografia pamiętników polskich i Polski dotyczących, Warszawa 1928
10. A. M. Skałkowski: Bazar poznański. Zarys stuletnich dziejów (1838-1938), Poznań 1938
11. A. Wojtkowski: Bibliografia historii Wielkopolski t. 1, Poznań 1938
12. A. M. Skałkowski: Ostatni marszałek sejmu poznańskiego, „Roczniki Historyczne” rocznik 24 (1958)
13. A. M. Skałkowski: „Polski słownik biograficzny” t. 8 (1959-1960).